# Batîr, Krasnodon
Batîr (în ucraineană Батир) este un sat în comuna Verhnoșevîrivka din raionul Krasnodon, regiunea Luhansk, Ucraina.

## Demografie
Componența lingvistică a localității Batîr
     Rusă (92,31%)
     Ucraineană (7,69%)
Conform recensământului din 2001, majoritatea populației localității Batîr era vorbitoare de rusă (92,31%), existând în minoritate și vorbitori de ucraineană (7,69%).